# Lays-sur-le-Doubs
Lays-sur-le-Doubs és un municipi francès, situat al departament de Saona i Loira i a la regió de Borgonya - Franc Comtat. L'any 2007 tenia 122 habitants.

## Demografia

### Població
El 2007 la població de fet de Lays-sur-le-Doubs era de 122 persones. Hi havia 64 famílies, de les quals 28 eren unipersonals (20 homes vivint sols i 8 dones vivint soles), 24 parelles sense fills, 8 parelles amb fills i 4 famílies monoparentals amb fills.
La població ha evolucionat segons el següent gràfic:
Habitants censats

### Habitatges
El 2007 hi havia 113 habitatges, 65 eren l'habitatge principal de la família, 30 eren segones residències i 17 estaven desocupats. 106 eren cases i 3 eren apartaments. Dels 65 habitatges principals, 58 estaven ocupats pels seus propietaris, 6 estaven llogats i ocupats pels llogaters i 1 estava cedit a títol gratuït; 2 tenien dues cambres, 12 en tenien tres, 26 en tenien quatre i 26 en tenien cinc o més. 50 habitatges disposaven pel capbaix d'una plaça de pàrquing. A 39 habitatges hi havia un automòbil i a 20 n'hi havia dos o més.

### Piràmide de població
La piràmide de població per edats i sexe el 2009 era:
| Homes | Edats   | Dones |
| ----- | ------- | ----- |
| 0     | 95 o +  | 4     |
| 0     | 90 a 94 | 0     |
| 4     | 85 a 89 | 4     |
| 0     | 80 a 84 | 4     |
| 12    | 75 a 79 | 0     |
| 4     | 70 a 74 | 20    |
| 4     | 65 a 69 | 4     |
| 8     | 60 a 64 | 12    |
| 0     | 55 a 59 | 4     |
| 4     | 50 a 54 | 8     |
| 12    | 45 a 49 | 4     |
| 4     | 40 a 44 | 4     |
| 4     | 35 a 39 | 4     |
| 0     | 30 a 34 | 0     |
| 0     | 25 a 29 | 4     |
| 8     | 20 a 24 | 0     |
| 4     | 15 a 19 | 0     |
| 4     | 10 a 14 | 0     |
| 0     | 5 a 9   | 0     |
| 0     | 0 a 4   | 4     |

## Economia
El 2007 la població en edat de treballar era de 68 persones, 49 eren actives i 19 eren inactives. De les 49 persones actives 46 estaven ocupades (31 homes i 15 dones) i 3 estaven aturades (1 home i 2 dones). De les 19 persones inactives 6 estaven jubilades i 13 estaven classificades com a «altres inactius».

### Ingressos
El 2009 a Lays-sur-le-Doubs hi havia 67 unitats fiscals que integraven 123 persones, la mediana anual d'ingressos fiscals per persona era de 16.701 €.

### Activitats econòmiques
Dels 8 establiments que hi havia el 2007, 1 era d'una empresa extractiva, 2 d'empreses de construcció, 1 d'una empresa de transport, 1 d'una empresa d'hostatgeria i restauració, 1 d'una empresa financera i 2 d'empreses immobiliàries.
Els 2 serveis als particulars que hi havia el 2009 eren fusteries.
L'any 2000 a Lays-sur-le-Doubs hi havia 14 explotacions agrícoles que ocupaven un total de 812 hectàrees.

## Poblacions més properes
El següent diagrama mostra les poblacions més properes.